# Nischan Daimer
Nischan Daimer (* 19. Juli 1967 in Sankt Petersburg, Sowjetunion als Nischan Tsamonikian) ist ein ehemaliger deutscher Geher.

## Biografie
Nischan Daimer wurde 1995 Deutscher Meister im 20-km-Gehen. Auch in der Mannschaftswertung war Daimer erfolgreich, so nahm er im gleichen Jahr nahm er an Team-Weltmeisterschaften teil und wurde insgesamt dreimal Deutscher Meister in der Mannschaftswertung. Zudem konnte er sechs Silber- und zwei Bronzemedaillen bei den Deutschen Meisterschaften gewinnen. Bei den Leichtathletik-Weltmeisterschaften 1995 in Göteborg wurde er im 20-km-Gehen Zwölfter.
Bei den Olympischen Spielen 1996 in Atlanta belegte er im 20-km-Gehen den 15. Platz.